# Kirby Muxloe
Kirby Muxloe est une paroisse civile et un village du Leicestershire, en Angleterre.